# NGC 1008
NGC 1008 is een elliptisch sterrenstelsel in het sterrenbeeld Walvis. Het hemelobject werd op 15 januari 1865 ontdekt door de Duitse astronoom Albert Marth.

## Synoniemen
- PGC 9970
- UGC 2114
- MCG 0-7-60
- ZWG 388.70
- NPM1G +01.0101